# Livre de bord
Pour les articles homonymes, voir Livre et Journal (homonymie).

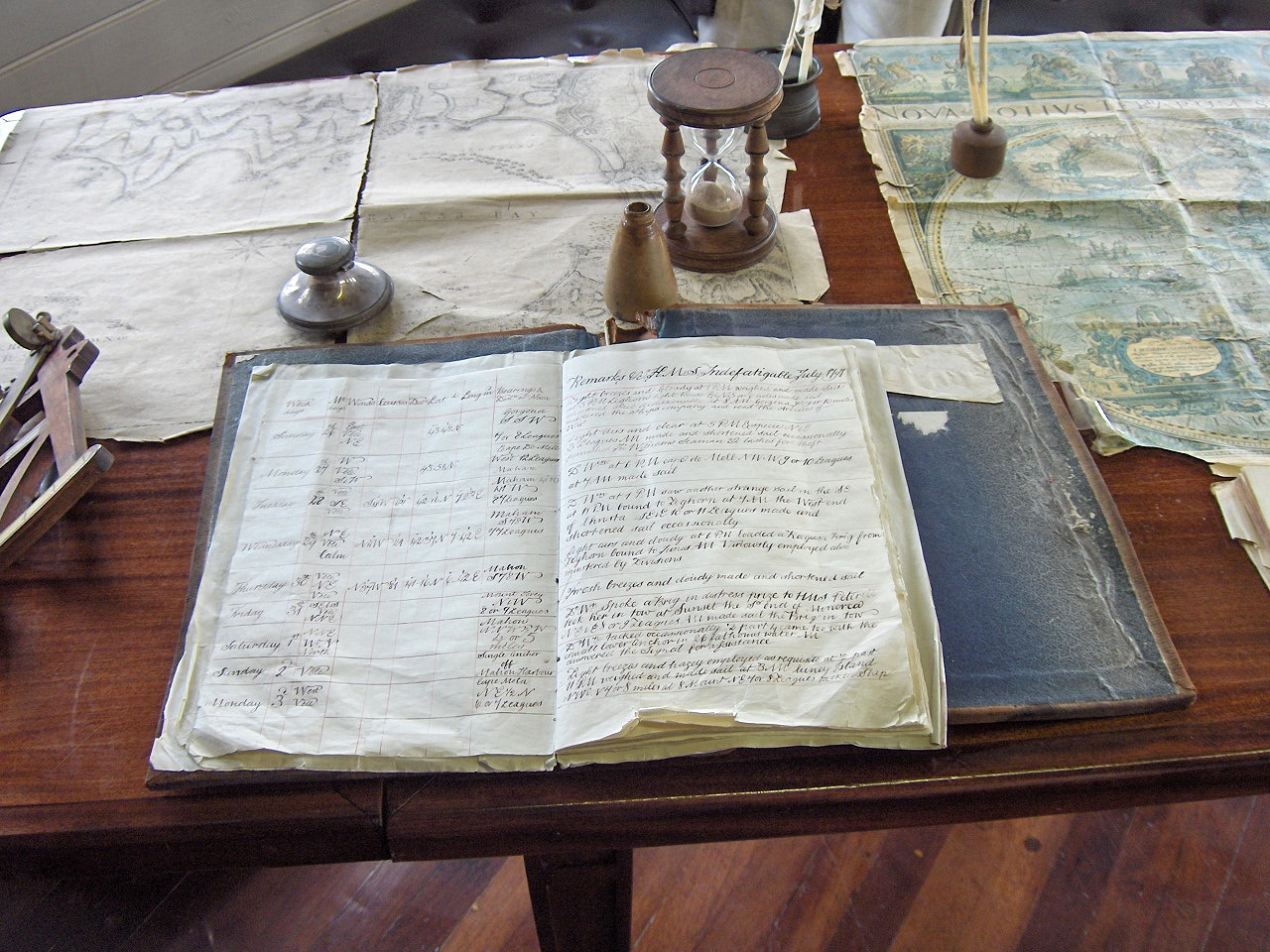
Reconstitution de la table à carte d'une frégate du XVIIIe siècle, avec au premier plan le livre de bord.

Le livre de bord est un ensemble de registres (journal passerelle, journal machine, journal radio) dans lesquels le capitaine ou les officiers d'un navire, consignent chronologiquement les différents événements, manœuvres, caps, observations et paramètres concernant la navigation, la conduite des machines, la réception et l'émission de messages radios. La liste d'équipage est notée dans le journal passerelle. La liste de passagers est un document à part. Le journal passerelle inclut les opérations de chargement-déchargement (y compris les marchandises dangereuses). Un éventuel problème médical est également noté au journal passerelle.
En cas de problème, le livre de bord permet aux inspecteurs ou experts de retracer le déroulement des opérations. Juridiquement, il fait foi jusqu'à preuve du contraire. On lui ajoute fréquemment le journal de mer, dans lequel le capitaine écrit ses rapports de mer. Il peut être complété sur les grands navires par un enregistreur des données du voyage, équivalent maritime des boîtes noires utilisées dans l'aviation, mais reste pour l'heure un élément important de la sécurité maritime. Les navires de petite taille peuvent regrouper les registres en un seul.
1. Sur tout navire, le journal de mer prévu par la loi no 69-8 du 3 janvier 1969 doit être complété du livre de bord coté. Ce livre qui peut comporter en annexe tout registre requis au terme du présent règlement (exercices, inspections, inventaire…) est visé chaque jour par le capitaine. Le journal passerelle, le journal machine et le journal radio constituent le livre de bord du navire.
2. Les faits relatifs à la sécurité du navire en toutes circonstances doivent être consignés par ordre chronologique sur le journal passerelle, ainsi que les conditions météorologiques et tous les événements intéressant la sauvegarde de la vie humaine en mer.
  1. Les renseignements relatifs à la conduite du navire et à la tenue constante de l’estime doivent y figurer avec précision.
  2. Le capitaine y inscrit ses consignes journalières à l’usage des officiers de quart sur la passerelle.
  3. Le livre de bord doit comporter la liste de l'équipage, passagers et cargaison.
  4. l'heure d'appareillage.
  5. les prévisions météo et le temps observé et mesures prises.
  6. le cap suivi et vitesse à intervalles réguliers.
  7. incidents, panne et avarie à bord.

3. Pour la plaisance, le livre de bord (nommé journal de bord dans la réglementation Article 240-2.07) fait partie des documents obligatoires (matériel d’armement et de sécurité semi-hauturier).